# 하마도리

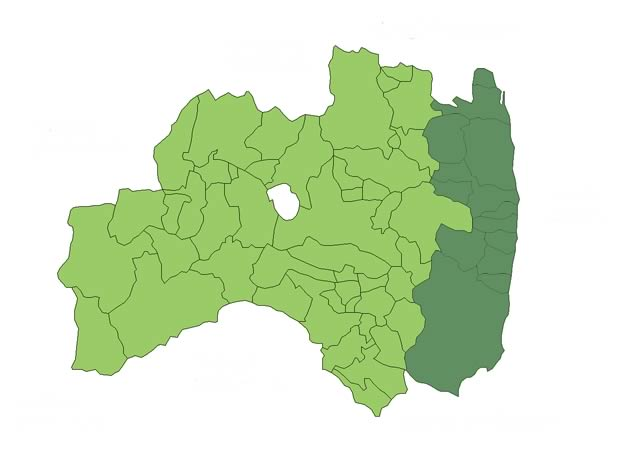
하마도리: 짙은 녹색 부분이 하마 도리 지역 - 동쪽부터 하마도리, 나카도리, 아이즈이다.

하마도리(일본어: 浜通り, Hamadōri)는 후쿠시마현 동해안을 포함하는 지역이다.

## 지리
하마도리는 아부쿠마 산지와 태평양 사이에 있으며, 일본에서 눈이 가장 적게 내리는 지역 중 하나이다. 이 아부쿠마 산지와 태평양 사이의 지역에 긴 평야가 펼쳐져 있다.
원래는 후쿠시마현이 아닌 이와사키현(일본어: 磐前県)이라는 독립된 현이었다. 그러나 1876년 8월 21일에는 후쿠시마현 (1876년 이전) (나카도리)와 와카마쓰현 (아이즈)와 합병되어, 후쿠시마현의 일부에 속하게 되었다.
역사적으로, 요노모리를 경계로 남쪽은 이와키 씨・이와키타이라 번의 영토, 북쪽은 소마 씨・나카무라 번의 영토였다. 이와키 48관, 쟌가라 염불 춤, 온천장, 조반 탄전은 요노모리 이남에 한정되어 있으며, 다른 한편으로 소마 말 축제, 도자기 산업, 산림 철도는 요노모리 이북에 한정되어 있다.
또한, 분지인 나카도리와 아이즈에 가려면 아부쿠마 산지를 넘어야 한다.. 그러나, 이바라키현 북부와 미야기현 남부는 같은 해안에서 하마도리와 인접해 있다.
따라서 나카도리와 아이즈와의 교류는 얕고, 요노모리 이남은 미토와의, 요노모리 이북은 센다이와의 교류가 깊다. 미토부터 센다이까지를 남쪽에서 차례로 개관하면, (1) 미토 등 사타케 씨와 미토 토쿠가와 씨(미토번)의 영토, (2) 타이라 (이와키시) 등 이와키 씨와 안도 씨(이와키타이라 번)의 영토, (3) 나카무라 (소마시) 등 소마 씨(나카무라 번)의 영토, (4) 센다이 등 다테 씨(센다이번)의 영토라는 4개의 지역으로 나누어져 있다.
- 하천 : 상어 강, 나쓰이 강, 키도 강, 쿠마 강, 닛타 강, 우다 강
- 해안 : 마쓰카와우라, 핫타찌 해안, 키쿠타우라
- 온천 : 조반 유모토 온천, 오리키 온천

## 역사

### 고대
7세기 전반의 하마도리에는 키쿠타 쿠니노미야쓰코(菊多国造), 이와키 쿠니노미야쓰코(石城国造), 시메하 쿠니노미야쓰코(染羽国造), 우다 쿠니노미야쓰코(浮田国造) 등 쿠니노미야쓰코이 할거하고 있었다.
이들 중 타카 쿠니노미야쓰코(高国造), 키쿠타 쿠니노미야쓰코, 이와키 쿠니노미야쓰코의 3개가 7세기 중엽에 합병하여 타가 국(일본어: 多珂国)를 결성했다. 타가 국은 스케가와(일본어: 助川)에서 쿠마(일본어: 苦麻)까지지 현재의 히타치시에서 오쿠마 (후쿠시마 제1 원자력 발전소)까지 펼쳐지는 넓은 연안국였다. 이 타가 국은 20세기 전반에 조반 탄전으로, 20세기 후반에 "발전소의 밀집 지대"로 같은 역사를 걷게된다. 한편, 나가쓰카 (현재 후타바정)이북에 해당은 시메하 쿠니노미야쓰코와 우다 쿠니노미야쓰코의 2개는 무쓰국(일본어: 陸奥国)에 편입되었다.
7세기 후반 율령제가 침투하면 다가 국은 히타치국에 편입되었다. 그리고 718년에는 나코소 관문 (키쿠타 관문)을 경계로 북쪽은 분리되어 이와키 국(일본어: 石城国)가되었다. 그러나 720년대, 이와키 국은 무쓰국에 편입되었다.

### 이와키 씨와 소마 씨에 의한 통치

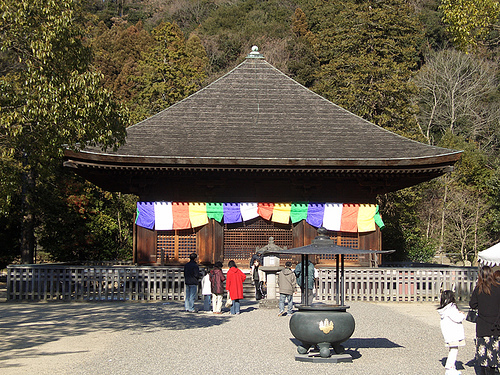
시라미즈 아미타 당

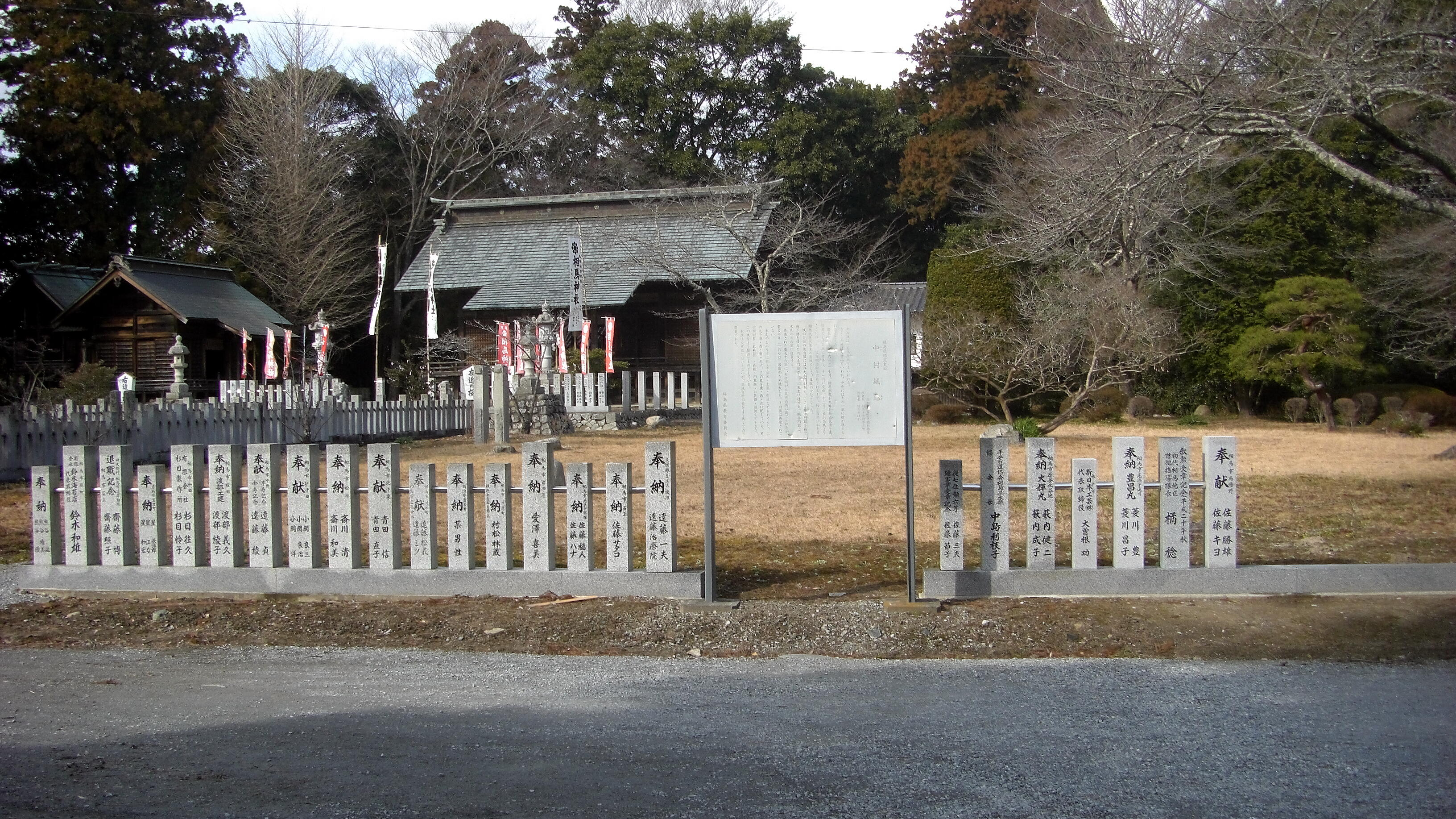
나카무라 성터

헤이안 시대부터 덴쇼 시대까지, 하마도리는 요노모리를 경계로 하여 이와키 씨(일본어: 岩城氏)의 영토와 소마 씨(일본어: 相馬氏)의 영토로 나뉘어 있었다. 요노모리 이남은 요쓰쿠라(四倉)및 이이노다이라(飯野平) 등을 본거지로하여 이와키 씨가 지배하고, 요노모리 이북은 오다카(小高)및 나카무라(中村) 등을 본거지로하고 소마 씨가 지배하고 있었다.
이와키 씨와 소마 씨는 남쪽 사타케 씨(일본어: 佐竹氏), 북쪽의 다테 씨(일본어: 伊達氏), 서쪽 타무라 씨(일본어: 田村氏)의 방향과 서로 관계하면서 세력을 유지했다.
또, 이와키 씨의 유산으로 시라미즈 아미타 당가 소마 씨의 유산으로 묘켄 삼사 (나카무라 신사, 오타 신사, 오다카 신사)가 유명하다.

### 토쿠가와 번정 시대
덴쇼 시대에는 이와키 씨와 소마 씨는 다테 씨 (본사 : 이와데야마)과 적대하고 사타케 씨 (본사 : 미토)와 우호했기 때문에 하마도리는 "사타케 씨의 속국"이되었다. 이 때문에 1600년 세키가하라 전투에서 사타케 씨가 토쿠가와 씨와 대적했기 때문에, 사타케 씨에 가담 한 이와키 씨와 소마 씨는 영토를 몰수되었다.
세키가하라의 결과, 이와키 씨는 이이노다이라에서 추방되고, 가메다 (현재 유리혼조시의 교외)에 날아 갔다. 그리고 도리이 다다마사가 하마도리 남부의 지배자가되어 이이노다이라는 이와키(岩城)의 이와키타이라(磐城平)으로 개명, 하마도리 남부는 안도 씨(일본어: 安藤氏) 등 토쿠가와 막부의 측근이 다스리는 이와키타이라 번(일본어: 磐城平藩)의 영토가 되었다. 성시 이와키다이라에서는 여름의 풍물이다 쟌가라 염불 춤이 창작되었다.
한편, 소마 씨는 다테 씨가 세키가하라에서 이와데야마 (다테 씨는 1601년에 본거지를 센다이로 이전)에 돌아갈 때 자동 령의 통행을 허용하기 때문에, 다테 씨가 토쿠가와 막부를 설득하여 소마 씨는 기존의 영토인 하마도리 북부로 복귀했다. 이렇게, 하마도리 북부는 덴쇼 시대부터 계속해서, 소마 씨가 다스리는 나카무라 번(일본어: 中村藩)의 영토가 되었다. 나카무라 번은 도자기를 특산품으로 장려하고, 성시 나카무라에서는 소마 말 도기가 고야 (나미에)에서는 오호리 도기가 특산물이 되었다.
또한, 이들 세키가하라 전후의 인연은 현재도 계속되고 있으며; 하마도리 남부 (이와키 씨의 영토)는 이바라키현 북부 (사타케 씨의 영토)와 밀접한 관계가, 하마도리 북부 (소마 씨의 영토)는 미야기현 남부 (다테 씨의 영토)와 밀접한 관계가, 현재도 계속되고 있다.

### 보신 전쟁과 이와사키 현
1868년 보신 전쟁에서는 이와키타이라 번과 나카무라 번은 오우에쓰 열번 동맹에 가담 했지만 메이지 정부군에 패했다. 이와키타이라 성은 나카무라 소마 씨과 센다이 다테 씨에 지켜봐 져서면서 불타, 쿠마가와(일본어: 熊川)는 나카무라 번과 메이지 정부군이 적대하는 전쟁터가 되어, 나카무라 성은 메이지 정부군에 점령되고 해체되었다. 또한 보신 전쟁에 패배하면서 안도 씨의 성시 이와키타이라는 약어의 하나인 "타이라"(平)로 개명되었다.
그리고 1871년 8월 29일 폐번치현에서 남쪽에 타이라 현(平県) 북쪽에 나카무라 현(中村県)을 거쳐 1872년 1월 9일에 하마도리는 이와사키 현(일본어: 磐前県)되었다.
그러나 1876년 8월 21일에는 이와사키 현은 폐지되고 후쿠시마현 1876년 이전 (나카도리)와 와카마쓰 현 (아이즈 지역)와 합병되고 그 이후 현재까지 후쿠시마현에 합병되어 있다. 타이라와 나카무라가 같은 해안 지역이며 교류의 깊은 미토 (이바라키현)와 센다이 (미야기현)과 동일 현이 아닌, 메이지 정부의 원수이며 두 산맥을 넘어야 하는 아이즈와 동일 현에 끼워 넣어, 아부쿠마 산지 너머에 있는 후쿠시마시(나카도리)에 현청이 설치되었다. 이 경위에서 "후쿠시마"현 성립은 보신 전쟁의 연장 선상이며, 메이지 정부가 타이라와 나카무라를 희롱하기 위해 만들어진 현을 "후쿠시마" 현으로 간주할 수 있다. 이 보신 전쟁의 연장선은 2011년에 "후쿠시마" 핵 사고까지 꼬리를 끌게 된다.

### 에너지 원 지대

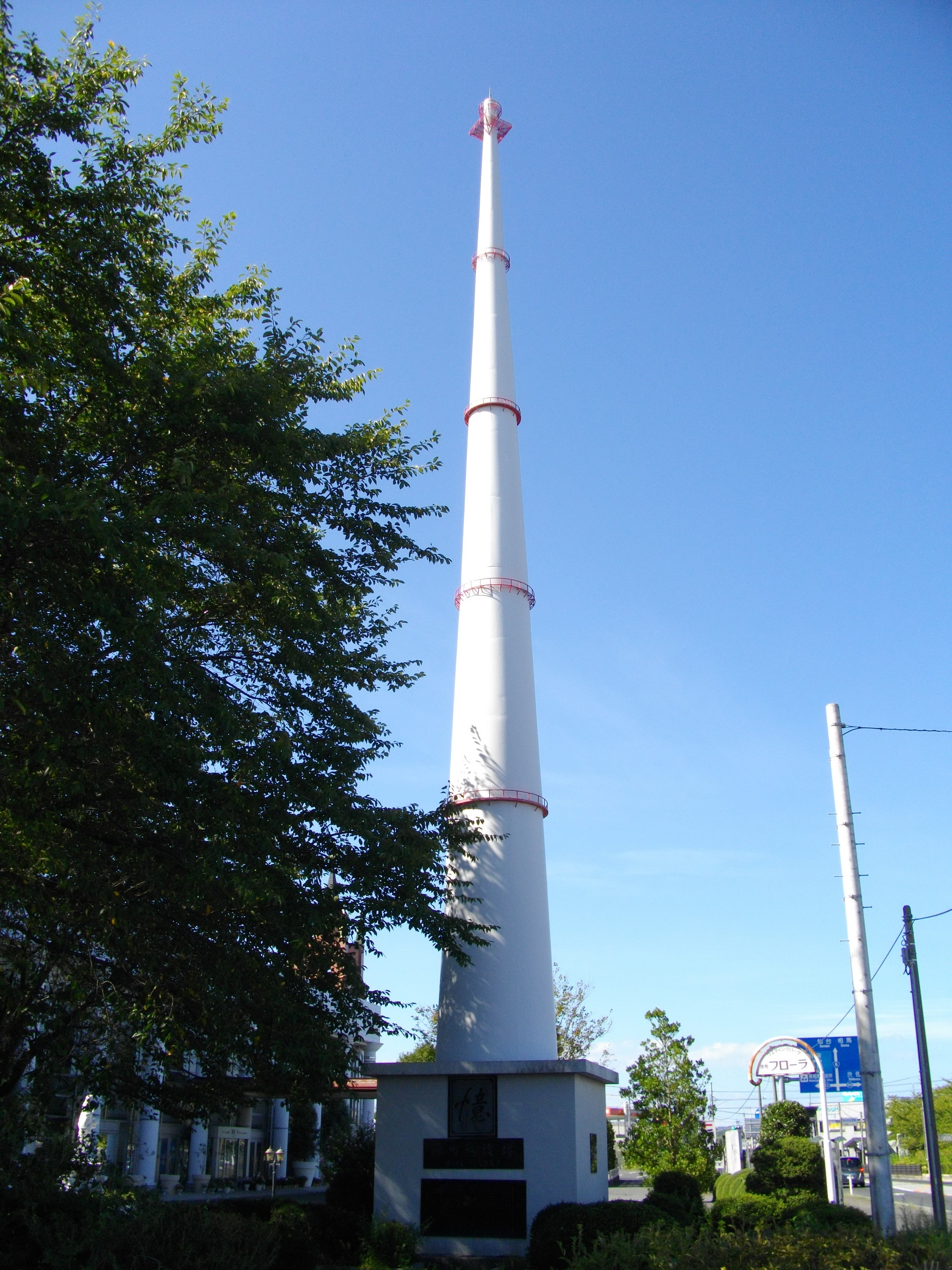
축소 복원 된 하라노마치 무선 탑 (2010년 9월 5일)

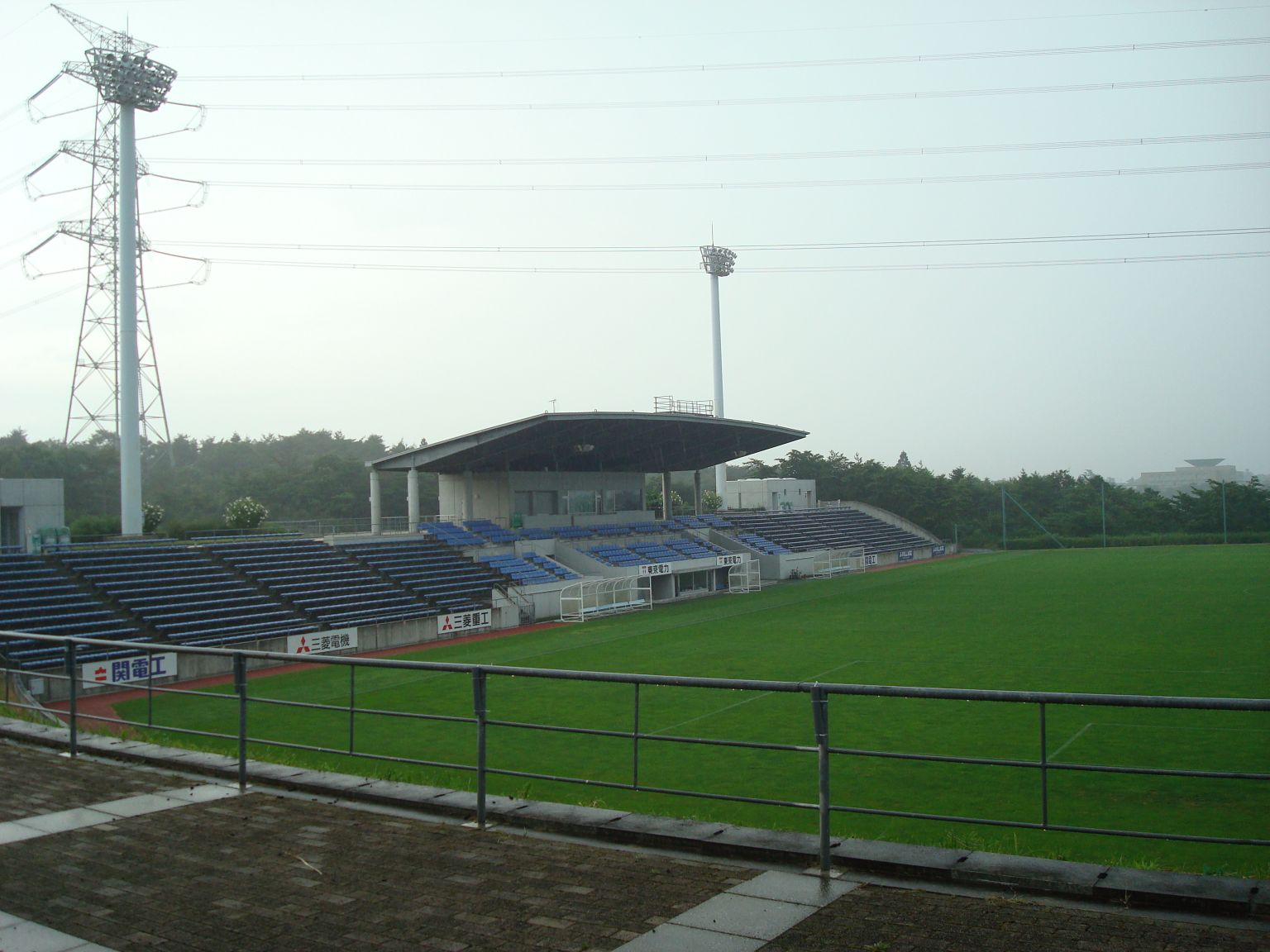
J 빌리지 (2008년 8월 14일)

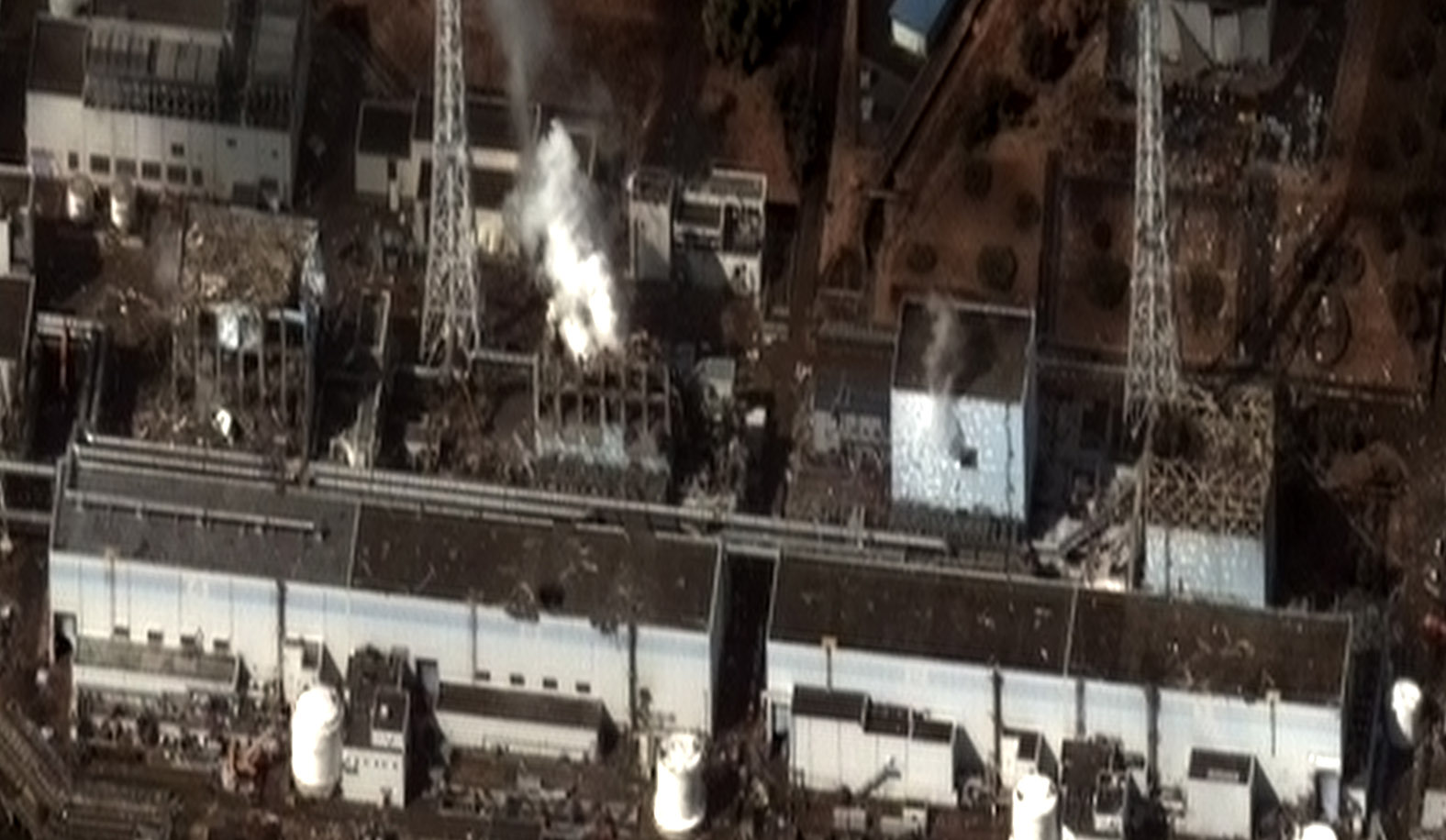
후쿠시마 제1 원자력 발전소의 폭발 사고 (2011년 3월 16일)

이와사키 현이 소멸하면 하마도리는 "도쿄에 대한 에너지 원"으로 개발되었다. 메이지 시대에는 메이지 정부의 식산흥업 정책에 따라 조반 탄전 (보신 전쟁 당시 미토번과 이와키타이라 번)과 산림 철도 (보신 전쟁 당시 나카무라 번)이 개발되고, 석탄과 재목을 도쿄로 운송 도쿄에 운반 루트로 조반선이 건설되었다. 조반 탄전은 20세기 전반을 상징하는 역사 유산의 하나이지만, 그 범위는 스케가와에서 요노모리까지, 즉 7세기 중엽의 타가 국에 해당하는 지역에 걸쳐 퍼져 있었다. 또한 1921년에는 하라노마치에 아시아 최대의 라디오 타워 (무선 탑)이 건설되고 1923년 9월 1일 관동 대지진을 전 세계에 알려 주목 받았다.
냉전 시대의 한창에 해당되는 고도 경제 성장기가되면 하마도리의 석탄 산업은 쇠퇴하고, 하마도리는 석탄 산업 지역에서 발전소 지역으로 전환되었다. 오쿠마 (보신 전쟁 당시의 "쿠마가와")에 건설되고 2011년 폭발 사고를 일으킨 후쿠시마 제1 원자력 발전소는, 고도 경제 성장기의 1967년 착공한 발전소이다. 고도 경제 성장기로 '발전소 지역'으로 전환되는 과정에서 만들어진 지역 진흥책이 '훌라 걸스' 다.
그리고 냉전 후의 하마도리에서는 소도시와 촌락에서 발전소에 의한 보조금과 온난한 기후를 이용한 지역 진흥책이 실시되었다. 이시기의 지역 진흥책은 히로노의 'J 빌리지' 와 나미에의 'DASH 마을' 이 대표적이다.
2011년 3월 11일 미야기 현 오나가와 근해, 이바라키 현 카시마 근해에서 일어난 도호쿠 대지진에 의해 하마도리 일대는 치명적인 피해를 받았다. 특히 거대 지진에 의해 유발된 후쿠시마 제1 원자력 발전소의 폭발 사고 (2011년 3월 12일)는 전 세계에 충격을 주었다. 후쿠시마 핵 사고로 인해 후쿠시마 제1 원자력 발전소에서 반경 20km 내는 일본 정부에 의해 현재도 출입이 금지되어 있다.

## 교통
후쿠시마현청이 나카도리의 후쿠시마시에 위치하고 있기 때문에, 현 정부는 나카도리를 우대하고 현청에서 멀리 떨어진 하마도리는 교통 및 인프라 측면에서 냉대해 왔다. 따라서 조반 자동차도 (도쿄 ~ 미토 ~ 타이라 ~ 나카무라 ~ 센다이)의 전 노선 개통보다 반에쓰 자동차도 (타이라 ~ 코리야마 ~ 아이즈와카마쓰 ~ 니이가타)의 전 노선 개통 (1997년 10월 1일) 쪽이 우선시되었다. 이러한 나카도리 우대 행정은 하마도리의 빈곤과, 2011년 3월 11일 후쿠시마 원자력 사고의 "먼 원인" 이 되었다.
원자력 사고 이전 단계 (2004년 4월 14일 ~ 2011년 3월 11일)에서 조반선과 조반 자동차도는 타이라 이남 밖에 복선화되어 있지 않고, 조반 자동차도는 토미오카 이남 밖에 개통되지 않았다. 조반 자동차도의 전 노선 개통은 2015년 3월 1일이며, 반에쓰 자동차도의 전 노선 개통보다 17년 반이나 뒤져 있다. 또한 원자력 사고 이후로는 히로노와 하라노마치 사이가 출입 금지 구역으로 지정되어, 히로노와 하라노마치의 사이로는 조반 자동차도를 통과할 수밖에 없다.
남북의 간선 도로
- 국도 제6호선 (일본)
- 국도 제399호선 (일본)
- 조반 자동차도

동서의 연락선 도로
- 국도 제115호선 (일본)
- 국도 제288호선 (일본)
- 국도 제49호선 (일본)
- 국도 제289호선 (일본)
- 반에쓰 자동차도

철도
- 조반선
- 반에쓰토선

## 발전소
모든 발전소가 20세기 후반의 고도 경제 성장기 이후에 건설된 시설이다. 2011년에 폭발한 후쿠시마 제1 원자력 발전소는 타이라 (이와키 씨의 본거지)와 나카무라 (소마 씨의 본거지)에서 등거리에 위치하고 있다.
화력 발전소
- 소마 공동 화력 발전소
- 하라노마치 화력 발전소
- 히로노 화력 발전소
- 나코소 코소 발전소

원자력 발전소
- 후쿠시마 제1 원자력 발전소 (오쿠마)
- 후쿠시마 제2 원자력 발전소 (나라하)

## 특산물

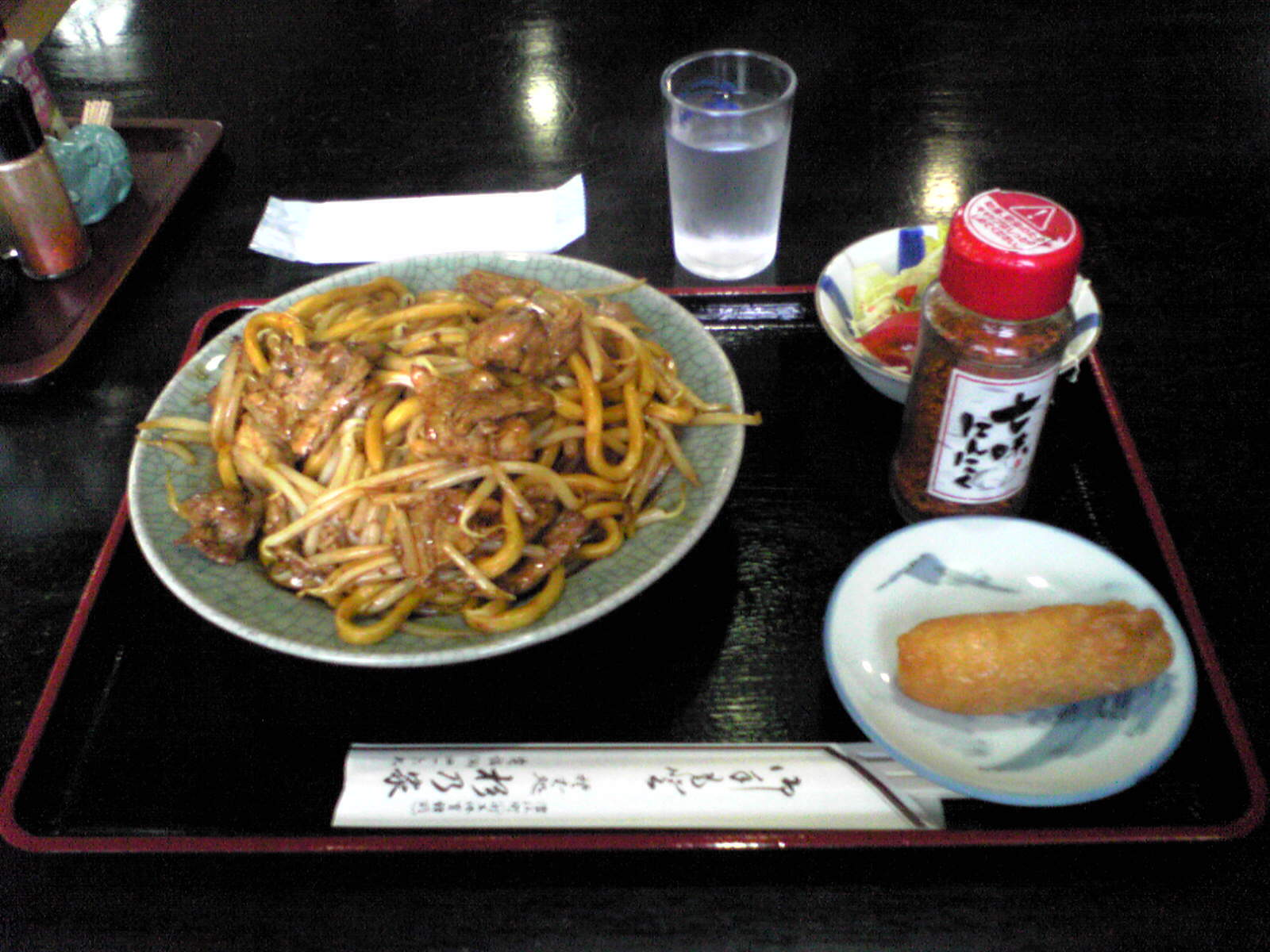
나미에 야키소바

- 소마 말 도기 (나카무라)
- 오호리 도기 (나미에)
- 나미에 야키소바
- 마미 수제비 정식 (나라하)

## 같이 보기
- 이와키 국 (나라 시대)
- 이와키 국 (메이지 시대)
- 이와사키 현
- 시라미즈 아미타 당
- 쟌가라 염불 춤
- 소마 말 축제
- 이바라키현
- 미야기현
- 나카도리
- 아이즈
- 카에쓰